# 侯欣一
侯欣一（1960年—），汉族，中华人民共和国政治人物、第十一届全国政协委员。
加入中国农工民主党，担任农工党中央委员、天津市委副主委、南开大学法学院副院长。2008年，当选第十一届全国政协委员，代表社会科学界，分入第三十二组。并担任社会和法制委员会专委。